# Ддмашен
Ддмашен (вірм. Դդմաշեն) — село в марзі Гегаркунік, на сході Вірменії. Село розташоване на лівому березі річки Раздан, за 13 км на захід від міста Севан.